# Dynamischer Schriftanzeiger

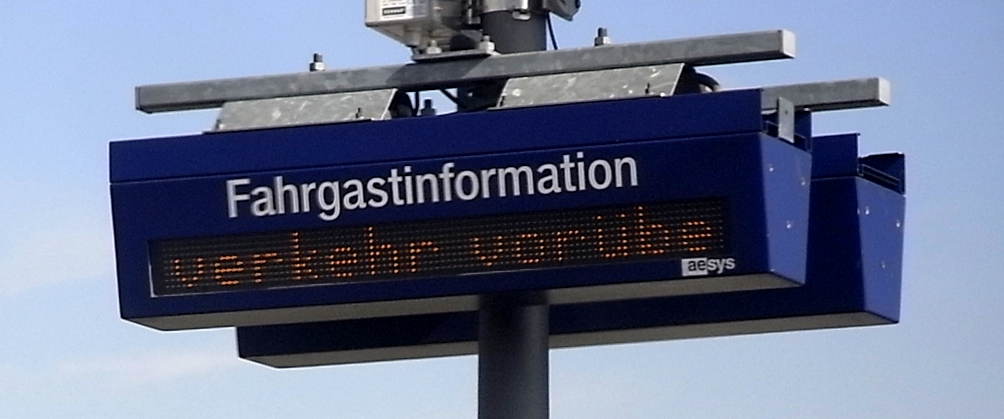
Dynamischer Schriftanzeiger der DB

Ein Dynamischer Schriftanzeiger (DSA) ist ein Fahrgastinformationssystem, das die Deutsche Bahn überwiegend auf kleineren Bahnhöfen und Haltepunkten einsetzt. Die Geräte haben eine LED-Anzeige und sind meist zusätzlich mit Lautsprechern („Akustikmodul“) ausgestattet. Sie sind über GSM mit der DSA-Zentrale verbunden, welches die Reisendeninformationen vom zentralen Reisenden-Informationssystem IRIS empfängt. 

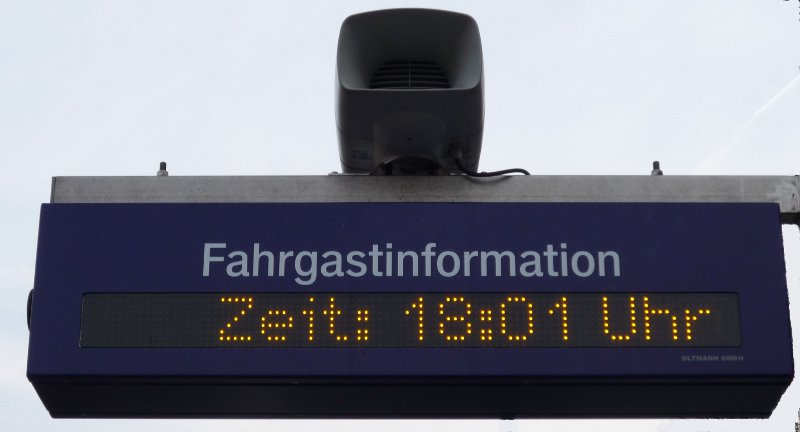
DSA im Zeitanzeigemodus

Hauptzweck der Schriftanzeiger ist die Anzeige von „Abweichungsinformationen“ (Abweichungen vom Tagesfahrplan), um die Fahrgäste bei Störungen des Bahnbetriebs zu informieren.

## Erste Generation der Dynamischen Schriftanzeiger
Die Geräte zeigen meist eine einzeilige Laufschrift. Die Auflösung der LED-Anzeige beträgt 96×8 Punkte (Pixel) in der einzeiligen und 160×32 bzw. 168×32 Punkte in der dreizeiligen Ausführung.
Seit dem 10. März 2011 wird – wenn keine Störungen vorliegen – die aktuelle Zeit angezeigt. Die Anzeige der aktuellen Uhrzeit, sofern keine Störungsmeldung vorliegt, erfolgt heute in Ruheschrift, damit aus weiterer Entfernung besser erkannt werden kann, ob eine bahnbetriebliche Beeinträchtigung vorliegt oder nicht. In geraden Monaten (Februar, April, Juni …) steht die Uhrzeit rechtsbündig, in ungeraden Monaten (Januar, März, Mai …) linksbündig.
DSA kommen vor allem an Stationen der unteren Preisklassen (5–7) zum Einsatz. Auch an kleineren Stationen der höheren Klassen ist der Einsatz von DSA vorgesehen. Im September 2018 waren fast 6650 DSA installiert. Um deren Funktionsfähigkeit zu überwachen, betreibt DB Station&Service eine zentrale Leitstelle im Berliner Hauptbahnhof. Rund 4500 der installierten DSA wurden aus den Konjunkturprogrammen des Bundes finanziert. Nach Abschluss des Konjunkturprogramms wurde die DB-Tochter Station&Service seitens des Eisenbahn-Bundesamtes dazu angewiesen, alle Stationen mit Fahrgastinformationssystemen oder Lautsprechern auszustatten. In mehreren Gerichtsprozessen hatte das Unternehmen versucht, Ausnahmeregelungen für schwach frequentierte Halte ohne entsprechende Energie- und Mobilfunkversorgung zu erzielen, ist aber in jeder Instanz gescheitert. Das Bundesverwaltungsgericht wies die Deutsche Bahn an, bis 2019 alle Halte mit Fahrgastinformationssystemen auszurüsten.
Der Betrieb der Geräte erfolgt vollautomatisch. Akustische Ansagen kommen von einem Sprachgenerator.

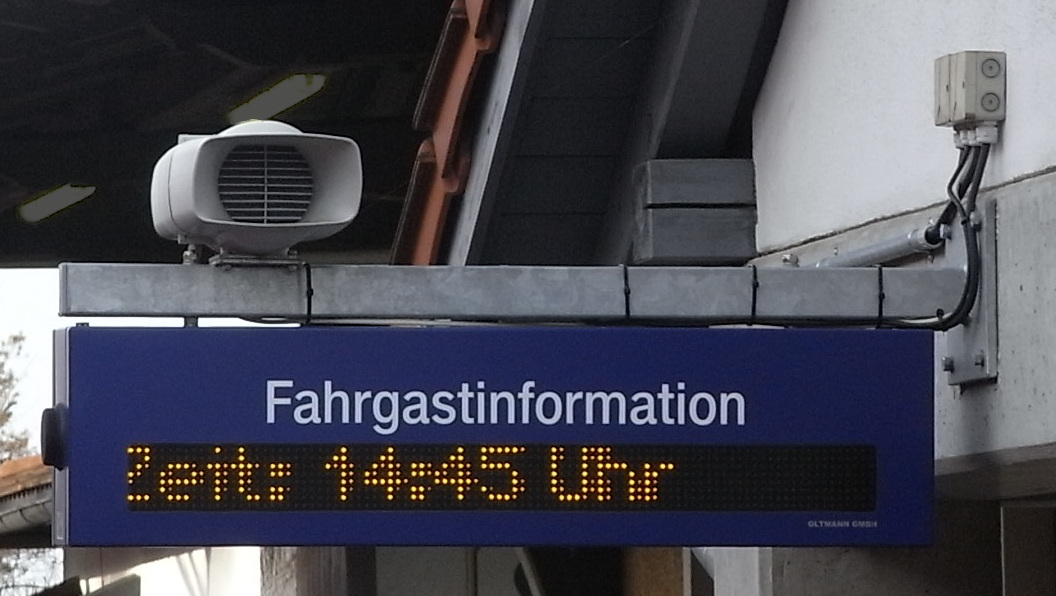
Zweiseitiger DSA

Der DSA wird in zwei Ausführungen mit ein- oder zweiseitiger Anzeige hergestellt. Hergestellt wurden die Geräte durch die Firmen Oltmann, Mitron und Aesys, der jeweilige Hersteller ist auf der Verkleidung des DSA angegeben.
Der besseren Sichtbarkeit halber wird er in der Regel quer zur Bahnsteigrichtung montiert; dabei werden an Masten meist zwei einseitige DSA verwendet, die aus entgegengesetzten Richtungen lesbar sind. Bei Montage an einer Gebäudewand kommt häufig die zweiseitige Version zum Einsatz, die dann an einem Auslegerbalken hängt. Diese Bauweise ist auch an ausreichend stabilen Masten möglich.

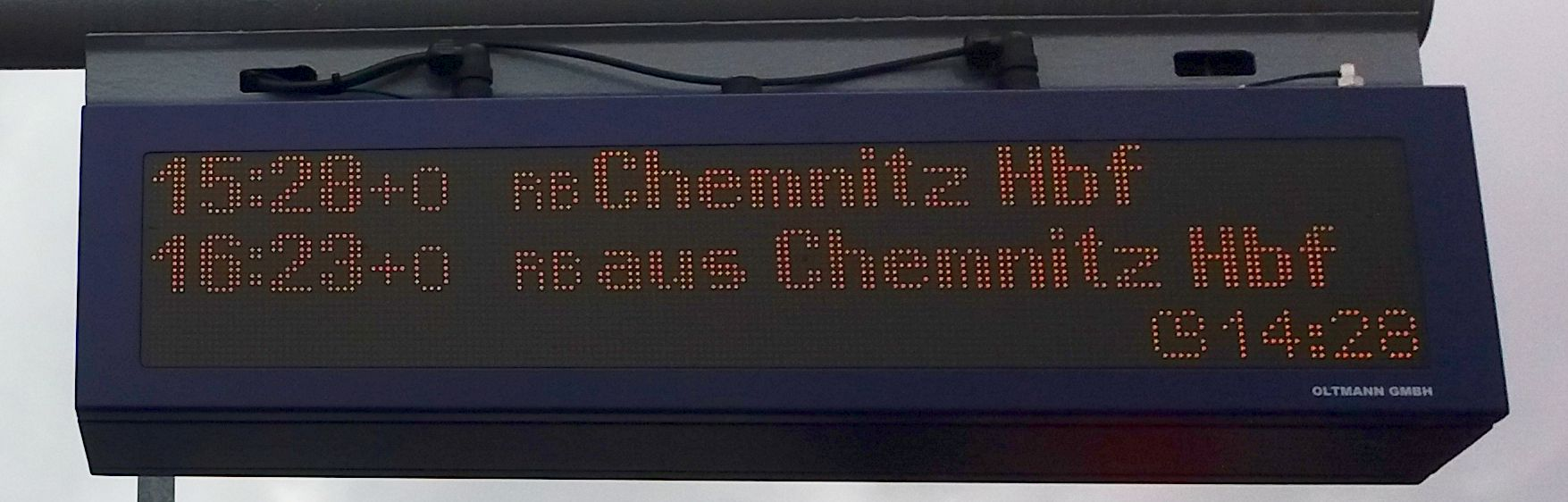
Dreizeiliger DSA der Erzgebirgsbahn im Bahnhof Aue (Sachs) (Januar 2018)

Die Westfrankenbahn entwickelte für ihre Stationen eine dreizeilige Version, auf der auch die nächsten Zugabfahrten angezeigt werden. Seit Ende 2017 sind gleichartige Geräte auch bei der Erzgebirgsbahn, ebenfalls eine Organisationseinheit der DB RegioNetz Infrastruktur GmbH, im Einsatz.
Im Rhein-Main-Verkehrsverbund erhielten die DSA ab September 2018 sukzessive eine Softwareanpassung und zeigen seitdem nicht nur Unregelmäßigkeiten, sondern auch den nächsten planmäßig verkehrenden Zug an. Diese Softwareanpassung ist mittlerweile in allen Bundesländern vorhanden.

## Dynamischer Schriftanzeiger plus

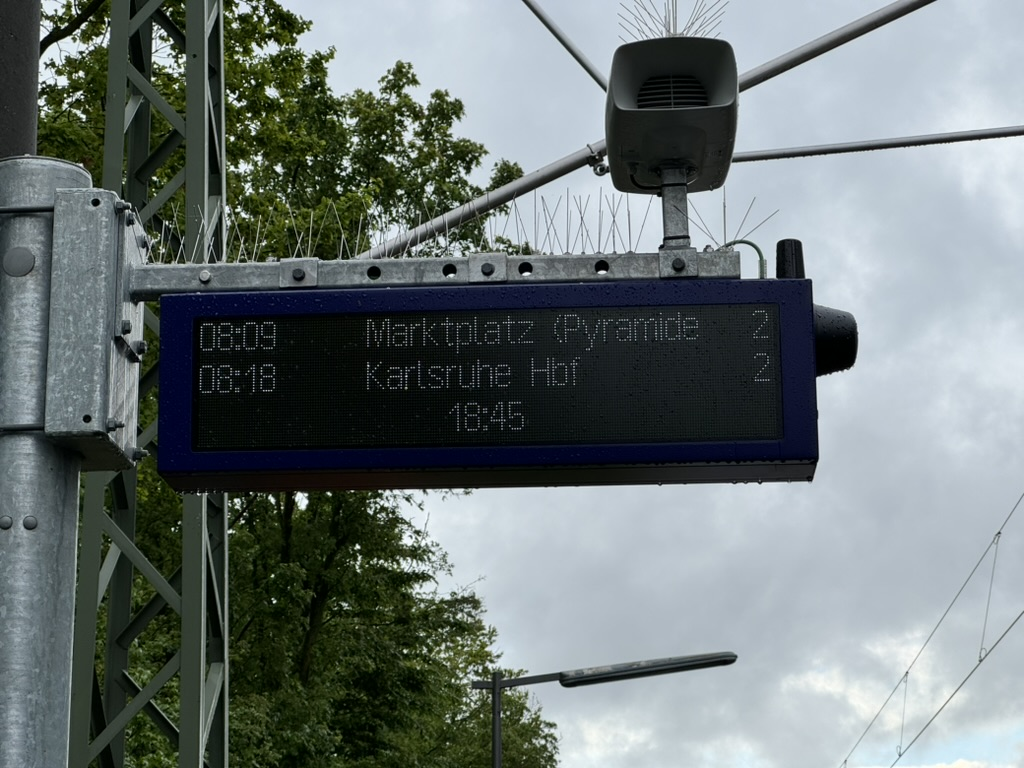
DSA+ im Zielanzeigemodus

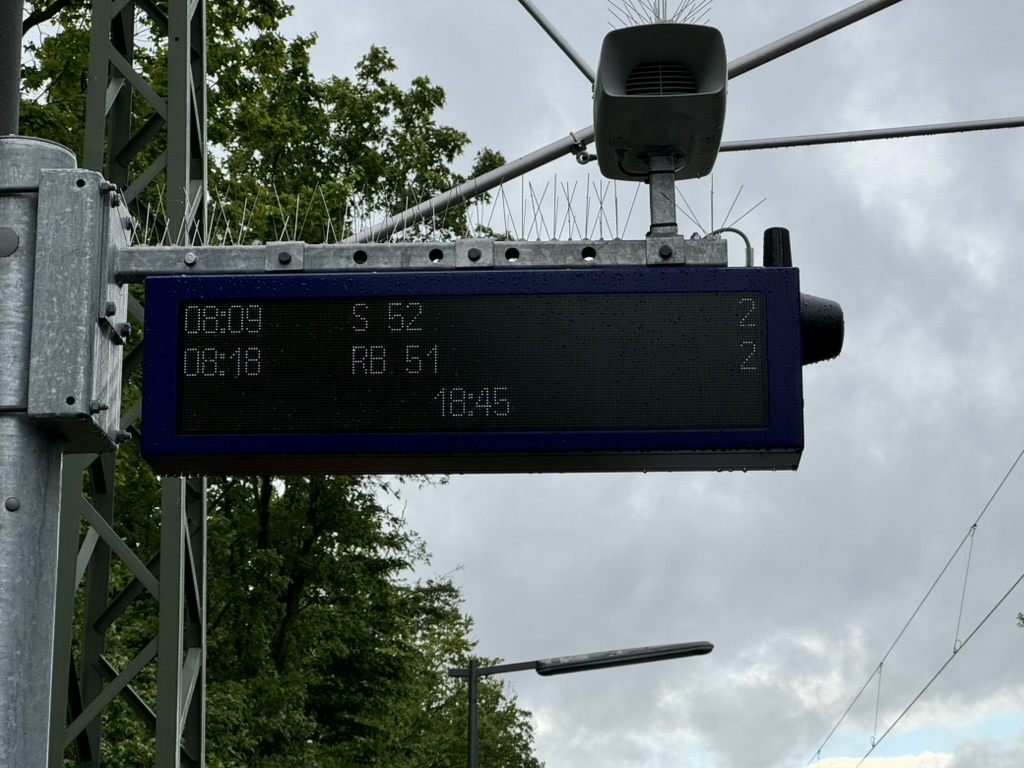
DSA+ im Linienanzeigemodus

Am 23. September 2017 wurde von der Deutschen Bahn die nächste Generation der Dynamischen Schriftanzeiger vorgestellt, die auf Grundlage der bestehenden DSA von den Herstellern Oltmann und Funkwerk entwickelt wurde. An Stationen mit 2–4 Halten pro Stunde sollen auf mehreren Anzeigezeilen auch Folgezüge und andere Informationen gleichzeitig angezeigt werden können.
Daraus resultieren die beiden Modelle DSAplus Standard mit zwei Zeilen Anzeigefläche sowie DSAplus Premium mit drei Zeilen Anzeigefläche und einer höheren Auflösung.
Anders als die bisherigen DSA zeigen die DSAplus die Informationen statisch an und halten dabei immer Informationen zu Gleiswechseln sowie abweichende Abfahrtszeiten zu den nächsten zwei oder drei Zügen bereit. Im Störungsfall können die neuen DSAplus mit aktuellen Informationen bespielt werden, indem die unterste Zeile die aktuellen Informationen in einer Laufschrift zur Verfügung stellt.

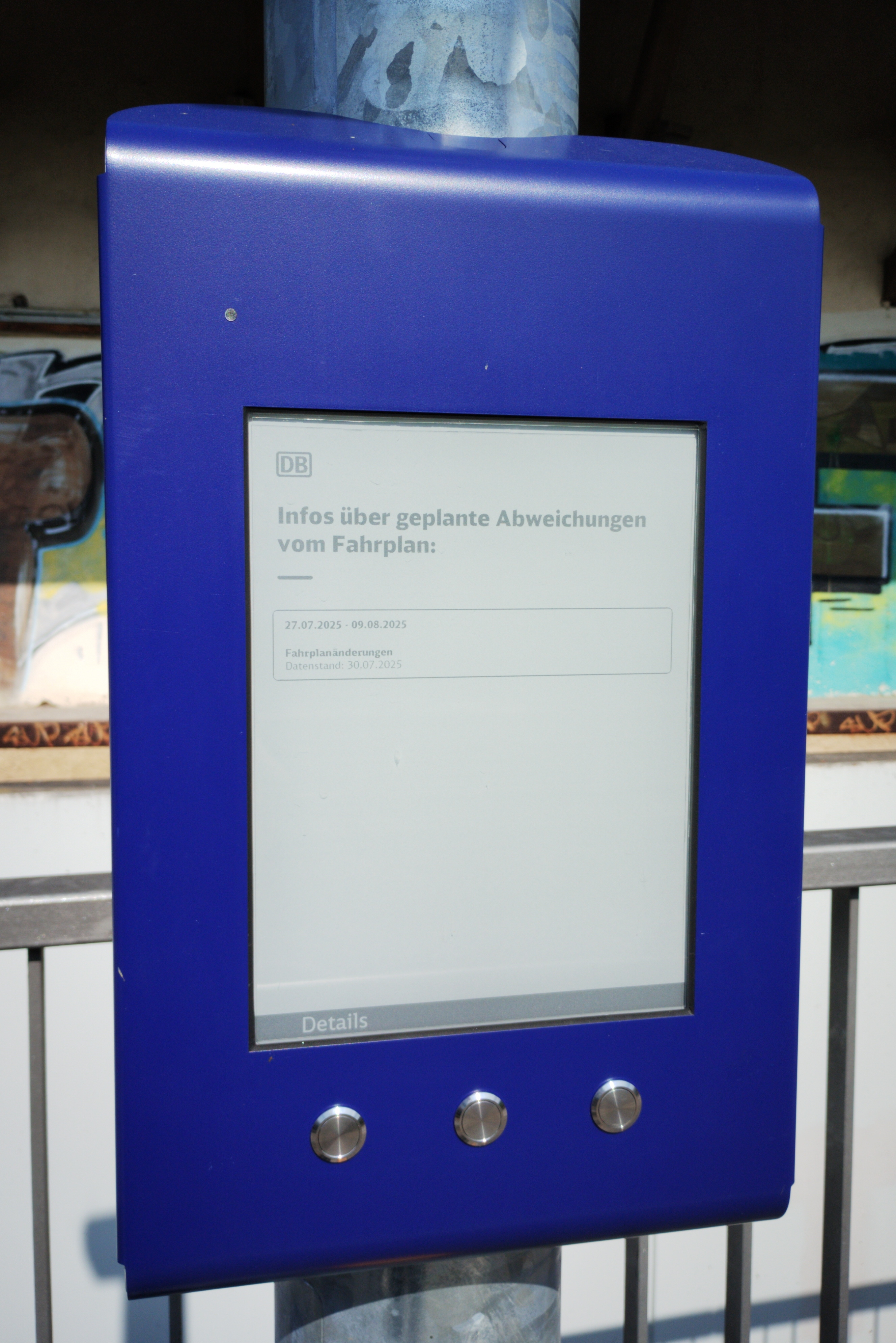
Digitaler Aushang für Baukommunikation (DAB)

Optionale Erweiterungen wie die Installation eines weiteren Lautsprechers, eines Tasters zur Wiederholung der Ansagen oder zum Vorlesen des Anzeigeinhalts, eines Digitalen Aushangs für Baukommunikation (DAB), WLAN, Kameras oder weiterer Sensorik wurden berücksichtigt.
Die neuen DSAplus lehnen sich an das Layout der Anzeigetafeln in größeren Bahnhöfen an und nutzen ebenfalls die neu eingeführten Symbole für Qualitätsabweichungen, wie "H+" für zusätzlicher Halt, "H−" für Haltausfall oder "-=" für Gleiswechsel. Verspätungen, Ausfälle und Gleiswechsel sowie der stationsbezogene Hinweis werden ab sofort invertiert in schwarzer Schrift auf weißem Grund dargestellt, alle planmäßigen Informationen werden in weißer Schrift auf schwarzem Grund dargestellt.
Der Probebetrieb der beiden DSAplus-Modelle wurde an mehreren Stationen durchgeführt.

### Hersteller
- Aesys | Railways
- Elektrotechnik und Elektronik Oltmann GmbH – Fertigungscenter für Geräte und Anlagen